# Virtuelle Temperatur
Die virtuelle Temperatur (Formelzeichen {\displaystyle T_{v}}) ist ein Temperaturmaß, das in der theoretischen Meteorologie und in numerischen Wettermodellen angewendet wird. Es ist diejenige Temperatur, die trockene Luft haben müsste, um die gleiche Dichte wie feuchte Luft bei einer niedrigeren Realtemperatur und gleichem Druck zu besitzen.
Die virtuelle Temperatur eines Luftpakets ist keine real zu beobachtende Größe, sondern stets höher als seine tatsächlich messbare Temperatur {\displaystyle T}:
{\displaystyle T_{v}>T}

## Motivation und Hintergrund

### Vorbetrachtung
Da Wasserdampf eine molare Masse von nur ca. 18,01528 g/mol besitzt, trockene Luft hingegen rund 28,9644 g/mol, ist Wasserdampf etwa 0,622-mal so schwer wie trockene Luft gleicher Teilchenzahl. Dies bedeutet jedoch auch, dass feuchte Luft leichter als trockene Luft bei gleicher Teilchenzahl ist, da sich die einzelnen Gase unabhängig voneinander nach dem Dalton-Gesetz zu einem Gasgemisch zusammensetzen. Die Wasserdampfkapazität der Luft ist hierbei in warmer Luft größer als in kalter Luft.
Das Verhalten idealer Gase wird mit deren Zustandsgleichung durch die abhängigen Größen Druck, Volumen, Stoffmenge und Temperatur beschrieben.
Im untersten Bereich der Erdatmosphäre, der Troposphäre, nimmt die Temperatur mit einem breitengradabhängigen atmosphärischen Temperaturgradienten bis in eine Höhe von 8 bis 15 km ab. Dieser Gradient hängt auch vom Wasserdampfgehalt der Luft ab, denn je mehr Wasserdampf die Luft enthält, desto mehr wird die Wärmeabstrahlung der Erde durch die Kondensationsenergie des Wassers ausgeglichen (die Energie, die beim Kondensieren eines Gases frei wird). Würde kein Wasserdampf in der Atmosphäre existieren, so würde die Temperatur mit dem vergleichsweise hohen trockenadiabatischen Temperaturgradienten mit der Höhe abfallen und wäre hierbei auch identisch mit der virtuellen Temperatur. In der Realität hingegen ist fast immer Wasserdampf vorhanden, weshalb man auch von einem etwas geringeren feuchtadiabatischen Temperaturgradienten spricht.
Der molare Anteil des Wasserdampfs an der Luft variiert, abhängig von Wetter und Klima, zwischen nahe 0 und bis zu etwa 4 Prozent (dies darf nicht mit der relativen Luftfeuchte verwechselt werden). Je geringer dieser Anteil, desto geringer der Unterschied zwischen beiden Gradienten, und desto näher liegen reale und virtuelle Temperatur beieinander.

### Virtuelle Temperatur
Die für die virtuelle Temperatur vorausgesetzte Bedingung ist die gleiche Dichte der realen feuchten Luft und der fiktiven trockenen Luft ohne jeglichen Wasserdampf. Die trockene Luft kann hierbei nur die gleiche Dichte wie leichtere feuchte Luft besitzen, wenn man sie erwärmt bzw. entlang des Temperaturgradienten absenkt, was einer Höhenminderung gleichkommt.
Stellt man sich also als Gedankenexperiment ein trockenes Luftpaket vor und senkt dies langsam ab, so gibt es eine Höhe, bei der die Dichte der trockenen Luft gleich der Dichte der feuchten Luft wäre. Die über den Temperaturgradienten aus dieser Höhe berechnete Temperatur bezeichnet man als virtuelle Temperatur.
Daraus folgt auch, dass sich feuchte Luft genauso verhält wie trockene Luft der virtuellen Temperatur. So kann man über den Umweg der Berechnung der virtuellen Temperatur die Standardformeln benutzen, die auf trockene Luft eingerichtet sind, ohne in diesen die reale Luftfeuchtigkeit berücksichtigen zu müssen. Man kann also die Gleichungen der Meteorologie um eine Zustandsgröße reduzieren und sie dadurch spürbar vereinfachen.

### Verallgemeinerte virtuelle Temperatur
In der Troposphäre und der unteren Stratosphäre ist die Zusammensetzung der Luft, vom Wasserdampfgehalt abgesehen, nahezu konstant.
Darüber, in mehr als 80 Kilometer Höhe, beginnt das Gasgemisch sich zu entmischen, und durch Photodissoziation infolge energiereicher solarer Strahlung werden diatomare Gase wie Sauerstoff und Stickstoff teilweise in den atomaren Zustand versetzt; hinzu kommt der erhöhte Ozongehalt in der mittleren und oberen Stratosphäre.
Dies führt zu einer Veränderung der (über alle Bestandteile gemittelten) Molekularmasse der Luft. Diese kann auf gleiche Weise wie die Änderung des Wasserdampfgehaltes durch eine, gelegentlich auch mit TM bezeichnete, verallgemeinerte virtuelle Temperatur dargestellt werden.

## Berechnung
Wolkenlose Bedingungen (nur Wasserdampf):
{\displaystyle T_{\mathrm {v} }=T\cdot \left(1+\left(\textstyle {\frac {1}{\varepsilon }}-1\right)\cdot s\right)=T\cdot \left(1+0{,}6078\cdot s\right)\qquad \left(1.1.\right)}
{\displaystyle T_{\mathrm {v} }=T\cdot {\frac {1+{\frac {r_{\mathrm {v} }}{\varepsilon }}}{1+r_{\mathrm {v} }}}\approx T\cdot \left(1+0{,}6078\cdot r_{\mathrm {v} }\right)\qquad \left(1.2.\right)}
{\displaystyle T_{\mathrm {v} }=T\cdot {\frac {1}{1-\left(1-\varepsilon \right)\cdot {\frac {e}{p}}}}\approx T\cdot \left(1+0{,}3780\cdot \textstyle {\frac {e}{p}}\right)\qquad \left(1.3.\right)}
Bewölkte Bedingungen (neben Wasserdampf werden auch Flüssigwasser und Eis berücksichtigt):
{\displaystyle T_{\mathrm {v} }=T\cdot {\frac {1+{\frac {r_{\mathrm {v} }}{\varepsilon }}}{1+r_{\mathrm {v} }+r_{\ell }}}\approx T\cdot \left(1+0{,}6078\cdot r_{\mathrm {v} }-r_{\ell }\right)\qquad \left(1.4.\right)}
Einzusetzen sind folgende Größen:
- {\displaystyle T}: Temperatur in K
- {\displaystyle \varepsilon }: Verhältnis der spezifischen Gaskonstanten von Wasserdampf und trockener Luft {\displaystyle \left(M_{\mathrm {Wasserdampf} }\,/\,M_{\mathrm {trockene\;Luft} }\approx 0{,}6220\right)}
- {\displaystyle s}: spezifische Luftfeuchtigkeit in kg/kg {\displaystyle \left(m_{\mathrm {Wasserdampf} }\,/\,m_{\mathrm {feuchte\;Luft} }\right)}
- {\displaystyle r_{\mathrm {v} }}: Wasserdampfmischungsverhältnis {\displaystyle \left(m_{\mathrm {Wasserdampf} }\,/\,m_{\mathrm {trockene\;Luft} }\right)}
- {\displaystyle r_{\ell }}: Flüssigwassermischungsverhältnis {\displaystyle \left(m_{\mathrm {Fl{\ddot {u}}ssigwasser} }\,/\,m_{\mathrm {trockene\;Luft} }\right)}
- {\displaystyle e}: Dampfdruck in Pa
- {\displaystyle p}: Luftdruck in Pa

## Herleitung
Zunächst werden die Gleichungen für die Dichten des Wasserdampfs, der trockenen und der feuchten Luft aufgestellt:
{\displaystyle \rho _{\mathrm {Wasserdampf} }={\frac {M_{\mathrm {Wasserdampf} }\cdot e}{R\cdot T}}\qquad \left(2.1.\right)}
{\displaystyle \rho _{\mathrm {trockene\;Luft} }={\frac {M_{\mathrm {trockene\;Luft} }\cdot \left(p-e\right)}{R\cdot T}}\qquad \left(2.2.\right)}
{\displaystyle \rho _{\mathrm {feuchte\;Luft} }=\rho _{\mathrm {Wasserdampf} }+\rho _{\mathrm {trockene\;Luft} }={\frac {M_{\mathrm {trockene\;Luft} }}{R\cdot T}}\left(p-\left(1-{\frac {M_{\mathrm {Wasserdampf} }}{M_{\mathrm {trockene\;Luft} }}}\right)e\right)\qquad \left(2.3.\right)}
Die virtuelle Temperatur ist definiert als die Temperatur, die trockene Luft haben müsste, damit sie die gleiche Dichte wie die feuchte Luft hat:
{\displaystyle \rho _{\mathrm {feuchte\;Luft} }={\frac {M_{\mathrm {trockene\;Luft} }\cdot p}{R\cdot T_{\mathrm {v} }}}\qquad \left(2.4.\right)}
Dies kann mit Gleichung 2.3. gleichgesetzt und nach der virtuellen Temperatur {\displaystyle T_{\mathrm {v} }} aufgelöst werden:
{\displaystyle T_{\mathrm {v} }={\frac {T}{1-{\frac {e}{p}}\cdot \left(1-{\frac {M_{\mathrm {Wasserdampf} }}{M_{\mathrm {trockene\;Luft} }}}\right)}}\qquad \left(2.5.\right)}
Wenn man {\displaystyle \varepsilon =\textstyle {\frac {M_{\mathrm {Wasserdampf} }}{M_{\mathrm {trockene\;Luft} }}}} definiert und die Beziehung {\displaystyle r_{\mathrm {v} }=\varepsilon \cdot \textstyle {\frac {e}{p-e}}} verwendet, folgt mit {\displaystyle \textstyle {\frac {p}{e}}=1+\textstyle {\frac {\varepsilon }{r_{\mathrm {v} }}}}:
{\displaystyle T_{\mathrm {v} }=T\cdot {\frac {1+{\frac {\varepsilon }{r_{\mathrm {v} }}}}{\left(1+{\frac {\varepsilon }{r_{\mathrm {v} }}}\right)-\left(1-\varepsilon \right)}}\qquad \left(2.6.\right)}
und daraus Gleichung 1.2.; weiter folgt Gleichung 1.1. über die Beziehung {\displaystyle \textstyle {\frac {1}{r_{\mathrm {v} }}}=\textstyle {\frac {1}{s}}-1}.
Gleichung 1.3. ergibt sich aus Gleichung 2.5. unter Verwendung von {\displaystyle 1/(1-q)\approx 1+q} für {\displaystyle q=e/P\ll 1}.
Will man bei der Dichte der feuchten Luft auch die Masse von flüssigem Wasser und Eis berücksichtigen, kann man z. B. Gleichung 2.1. wie folgt modifizieren:
{\displaystyle \rho _{\mathrm {Wasser(-dampf)} }={\frac {m_{\mathrm {Wasserdampf} }+m_{\mathrm {Wasser} }}{V_{\mathrm {Wasserdampf} }}}={\frac {m_{\mathrm {Wasserdampf} }+m_{\mathrm {Wasser} }}{m_{\mathrm {Wasserdampf} }}}\cdot {\frac {M_{\mathrm {Wasserdampf} }\cdot e}{R\cdot T}}}
{\displaystyle =\left(1+{\frac {r_{\ell }}{r_{\mathrm {v} }}}\right)\cdot {\frac {M_{\mathrm {Wasserdampf} }\cdot e}{R\cdot T}}}
Analog zur obigen Herleitung ergibt sich damit als modifizierte Gleichung 2.6.
{\displaystyle T_{\mathrm {v} }=T\cdot {\frac {1+{\frac {\varepsilon }{r_{\mathrm {v} }}}}{\left(1+{\frac {\varepsilon }{r_{\mathrm {v} }}}\right)-\left(1-\varepsilon \cdot \left(1+{\frac {r_{\ell }}{r_{\mathrm {v} }}}\right)\right)}}}
und weiter Gleichung 1.4.
Neben den oben genannten werden folgende Größen verwendet:
- R = 8,314472 J/(mol·K): Universelle Gaskonstante
- MWasserdampf = 18,01528 g/mol: Molare Masse von reinem Wasser
- Mtrockene Luft = 28,9644 g/mol: Molare Masse von trockener Luft (Wert der Standardatmosphäre)

Daraus ergibt sich {\displaystyle \varepsilon =\textstyle {\frac {M_{\mathrm {Wasserdampf} }}{M_{\mathrm {trockeneLuft} }}}=0{,}62198}.